# 柳浩太郎
柳 浩太郎（やなぎ こうたろう、1985年12月21日 - ）は、日本の俳優。ドイツ・ベルリン出身、埼玉県在住。
2003年のデビュー時から2016年末までワタナベエンターテインメントに所属。同事務所の若手男性俳優集団D-BOYSの元メンバーであり、発足当時から2012年9月17日まで、サブリーダーを務めた。

## 来歴・人物
家族は商社勤務の父、母、2歳上の姉とチワワの「あるふぁ」。3歳までベルリンで生活し、一時帰国する。小学1年生からインドに渡る。小学3年生のころ帰国することになったが、姉が猛反対したため結託し、姉弟だけでインドに残ることを決意、小学6年生まで親と離れ、姉と共にインド内のアメリカンスクールで寮生活を送った。
2002年、SMAPの中居正広に憧れ、第15回ジュノン・スーパーボーイ・コンテストに応募するも14位で予選落ちする。後日、「どんな奴が残ったのか見てやろう」と本選の様子を客席で見ていたところ、ワタナベエンターテインメントにスカウトされる。この時、夢を聞かれ、最初は「バックダンサー」と答えたが「ダンスはやっていない」と言われたため、慌てて「本当は俳優をやりたい」と言い直したという。このころから、ダンススクールに加えて俳優養成所へも通った。
2003年4月、『ミュージカル テニスの王子様』の越前リョーマ役で、舞台初出演ながら主役に起用される。
同年12月14日午後11時ごろ、舞台稽古からの帰宅途中に自宅付近で乗用車と接触して頭部を強打し、脳挫傷、およびクモ膜下出血により意識不明の重体となる。両親が担当医より「死を覚悟してください」と言われるほどの危険な状態だったが、3週間後の翌年1月6日、奇跡的に意識を回復する。しかしその後も約1ヶ月間ほどは、親の顔の識別もできない朦朧とした状態にあった（共同生活が長かった姉のえりかだけは識別できた）。右半身麻痺・記憶障害・高次脳機能障害・声帯損傷などの後遺症が残り、医者には「一生寝たきりかもしれない」と言われる。この事故により出演予定であった『ミュージカル テニスの王子様』続編を降板した。また、高校卒業を間近に控えていたが、卒業式には出席できなかった。復帰後も、病院やスポーツジムでのリハビリを行い、痙攣予防のため毎日2回の投薬を続けている（2012年時点）。
2004年12月、1年間のリハビリを経て『ミュージカル テニスの王子様 in winter 2004-2005 side 不動峰 〜special match〜』で越前リョーマ役に復帰する。しかし前述の後遺症により、高音が出せない、右半身麻痺のため舌がうまく動かせず台詞を流暢に喋れない、などの状態にあったため、この舞台と翌年5月の同ミュージカル『Dream Live 2nd』では同役を遠藤雄弥と場面交代で務めた。
2006年3月、『Dream Live 3rd』を最後に『ミュージカル テニスの王子様』を卒業した。
2012〜2014年にかけて講演会に数多く出演。障害者として自らの体験を語り、高次脳機能障害についての周知活動を行う。
2014年11月10日付のブログにて、高次脳機能障害による体調不良のため、長期休業をすることを発表。
2016年12月20日をもってD-BOYSを卒業するとともに、ワタナベエンターテインメントとの契約を終了することをブログで発表した。
2018年10月31日よりInstagramの投稿を開始。
2019年10月14日のイベントだめおたちの夜にて芸能活動を再開。
2020年2月、活動復帰第一作と銘打たれた主演舞台「夜明け〜spirit〜」が上演。柳のキャリアの中で重要な位置を占めるテニミュを介して繋がりのある役者やスタッフが集結。ストーリーは柳が障害を持つことになった交通事故から始まり、実話をもとにSF要素を加えたフィクションであった。

## 出演

### 映画
- あゝ!一軒家プロレス（2004年 - 2005年） - 徹 役
- 痴漢男（2005年） - 主演 田中金太 役
- イケメンバンク THE MOVIE（2009年） - 主演 金底梨太郎 役
- 完全なる飼育 メイド、for you（2009年） - 主演 椛島 役
- 聯合艦隊司令長官 山本五十六（2011年）- 加藤役

### テレビドラマ
- ロケットボーイズ（2006年、テレビ東京） - 牧野龍 役
- パズル（2007年、テレビ朝日） - 主演 湯浅茂央 役
- 正しい王子のつくり方（2008年、テレビ東京） - 主演 篠崎辰哉 役
- D×TOWN「痕跡や」（2012年、テレビ東京） - ネットカフェの従業員 役(友情出演)

### ドキュメント・トーク番組
- 日曜ヒューマンドキュメント 「ボクは障がい役者」（2010年、日本テレビ系列）
- 徹子の部屋（2010年8月20日、テレビ朝日系列）
- 「NONFIX」『愛は覚えている』高次脳機能障害特集（2013年、フジテレビ系列）

### バラエティ
- DD-BOYS（2006年4月 - 9月、テレビ朝日系列）

### ネットシネマ
- Hice CooL〜沖縄BOYS 2005〜

### ラジオ
- マーベラスレディオバイブレーション（2005年 - 2006年、文化放送）

### CM
- 日清カップヌードル（サッカー編）

### 舞台
- ミュージカル テニスの王子様 - 越前リョーマ 役
  - 初演（2003年4月 - 5月）
  - 2003年夏追加公演（2003年8月）
  - in winter 2004-2005 side 不動峰 〜special match〜（2004年12月 - 2005年1月）[9]
  - Dream Live 2nd（2005年5月）[9]
  - The Imperial Match 氷帝学園（2005年8月）
  - The Imperial Match 氷帝学園 in winter 2005-2006（2005年12月 - 2006年1月）
  - Dream Live 3rd（2006年3月）
  - Dream Live 7th（2010年5月）
- Cooky Clown（2007年3月） - 主演 クッキークラウン 役
- OUT OF ORDER〜偉人伝心〜（2007年3月） - 日替わりゲスト
- D-BOYS STAGE
  - vol.1「完売御礼」（2007年6月） - 古北浩太郎 / 桂小五郎 役
  - vol.2「ラストゲーム〜最後の早慶戦〜」（2008年6月 - 7月） - ハンドルネーム・ケイオー 役
  - vol.3「鴉〜KARASU〜 04」（2009年4月） - 吾郎 役
  - 2010 trial-2「ラストゲーム」（2010年8月- 9月） - ハンドルネーム・ケイオー 役
  - 2011 春公演「ヴェニスの商人」（2011年4月 - 5月） - ジェシカ 役
  - 2012「クールの誕生」（2012年9月） - 塙 役
- 体感季節（2007年11月） - 主演 虹岡由良 役
- SOHJI・そうぢ!（2008年1月） - 近藤勇 役
- メモリーズ3（2008年3月 - 4月） - 森津悟 役
- ルドンの黙示（2008年8月） - 主演 ルドン 役
- AGAPE store#13「テーブル・マナー〜週末の食卓は修羅場〜」（2009年2月） - 健 役
- ママと僕たち（2013年6月）
- 夜明け〜spirit〜（2020年2月） - 主演
- テンペスト～はじめて海を泳ぐには～（2021年6月） - ヤナギ/ファーディナンド 役
- 言葉に架かる虹（2024年10月）[10]

### DVDドラマ
- となりの801ちゃん（2007年9月5日）
- スミレ刑事の花咲く事件簿 episode 4（2011年5月2日発売） - 野間口侑一 役

### イベント
- だめおたちの夜 2部 ゲスト出演 (2019年10月14日)
- 柳の会議室 ゲスト 三浦剛  (2023年11月26日)
- やなぎとダブルス ゲスト 森山栄治 (2024年1月21日)
- やなぎとダブルス ゲスト 今牧輝琉　（2024年3月8日）

## 作品

### DVD
- MEN'S DVD 柳浩太郎 20-2（エイティーン）（2004年2月）

## 書籍
- DVD + ファーストソロ写真集『YA・NA・GI』（2005年8月、角川書店） ISBN 978-4-04-894462-5
- 写真集『なぎランド』（2007年9月、近代映画社） ISBN 978-4-76-482151-4
- 自伝エッセイ『障害役者 〜走れなくても、セリフを忘れても〜』（2010年7月4日、ワニブックス） ISBN 978-4-84-701903-6

### 雑誌連載
- Kindai（ - 2009年11月、近代映画社）
- duet（集英社）
- Wink Up（ワニブックス）